# 電気大博覧会
電気大博覧会（でんきだいはくらんかい）は1926年（大正15年）に大阪府大阪市で開催された電気に関する博覧会。

## 概要
電気大博覧会は社団法人日本電気協会関西支部が主催し、総裁に閑院宮載仁親王、副総裁に清浦奎吾、会長に田健治郎を迎えて行われた。最終的な来場者数は2,900,862人を数えた。会場は二つ設けられており、第一会場は大阪市港区築港の田中及び八幡屋であった。第一会場の土地は安治川土地株式会社が土地発展策として大阪市電築港線間の埋め立て20万平方メートルを提供したものであり、会場が市街地であるのは当時としては珍しいことであった。4地区に分けて、南西部を本会地帯、西部を外国館地帯、東部を遊園地帯、東北部を余興地帯とし、全地帯を区切るように運河が巡らせられており、橋によって各地区が連結されていた。建物は全て武田五一博士の設計のもとで、「東洋趣味を多分に加味せる」スパニッシュ・ミッション方式が日本で初めて採用された。この方式は無用の装飾を避けるものであり、工事費の削減に繋がったという。第二会場は天王寺公園が当てられ、既設の勧業館が使用された。

## 建築物及び出品物
（特記のないものについては、出典は「電気大博覧會會場全景圖繪」によるものである。）

### 第一会場
敷地5万坪、運河水面1万坪、附属競技場1万坪
- 本館（811坪） - 電気機械照明類。入り口前には電気を象徴するベンジャミン・フランクリン象のたった噴水があった[1]。
- 交通館（200坪） - 電鉄沿線、パノラマ。
- 動力館（200坪） - 模型及び外国製品。
- 別館（240坪） - 船用及び無電気類。
- 参考館（300坪） - 統計及び官庁出品。
- 実験館（112坪） - 印刷及び電気実演。
- 第二別館（300坪） - 計器及び家庭器具。
- 農事電化園（2,000坪） - 農事電化機械
- 家庭電化館（112坪） - 家庭電気応用機。
- 殖民館（120坪） - 殖民地特産物類。台湾館や朝鮮館、シンボルの精華水晶塔が建てられた[1]。
- 外国館（312坪） - 外国製諸機械類。
- 水晶塔（9坪） - 高さ100尺、採水落下。夜間には電飾が見られた[4][5]。
- 保険衛生館（62坪） - 電気医療器具類。
- その他出品 - 水力電気模型、エレベーター高塔（200尺）、ラジオホール、電気温泉（400坪）、館外出品（川北電気、電業社、荏原製作所、日本エレベーターなど）
- 余興設備 - 演芸館（216坪）、第二演芸館（200坪）、野外余興場（25坪）、第一奏楽堂（14坪）、第二奏楽堂（18坪）、大海運動館、コドモ電車、世界一周、お伽園、シープレーン、電気温泉

### 第二会場
会館及び周辺地帯3,000坪
- 本館（勧業館） - 電気関係出品、各国特産品、ラジオ関係出品。即売も行われた[1]。
- 朝日航空館
- 余興設備 - 公会堂が当てられた。